# 호매실도서관
호매실도서관은 경기도 수원시 권선구 호매실동 소재의 도서관이다.

## 연혁
- 2012. 06. 27 설계완료
- 2013. 04. 03 건축허가 승인
- 2013. 09. 03 공사 착공
- 2014. 11. 06 공사 완료
- 2014. 12. 16 도서관 개관

## 시설현황
- 3층: 종합자료실
- 2층: 정기간행물실, 휴(休), 사무실
- 1층: 어린이자료실, 아기둥지방, 수유실, 장난감나라, Cafe 호호(好好)
- 지하 1층: 강당, 강의실

## 이용 안내
이용 시간
- 어린이자료실: 월~목 09:00~18:00 / 토·일 09:00~17:00
- 정기간행물실: 월~목 07:00~23:00 / 토·일 07:00~21:00
- 종합자료실: 월~목 07:00~22:00 / 토·일 07:00~17:00

휴관일
- 격주 월요일